# Głowica kablowa (telekomunikacja)

Głowica kablowa stacyjna

Głowica kablowa – zakończenie kabla telekomunikacyjnego o postaci podłużnej skrzynki z wyprowadzonymi na zewnątrz gniazdkami.

## Głowice stacyjne
Głowice kablowe stacyjne są przeznaczone do instalowania w pomieszczeniach suchych do kabli symetrycznych dalekosiężnych oraz do kabli współosiowych. Służą one do uszczelnienia zakończenia kabla oraz do wyprowadzenia z kabla poszczególnych par przewodów, tak aby można je było łączyć między sobą lub z okablowaniem stacyjnym za pomocą złączy stykowych.

## Głowice hermetyczne
Do zakończenia kabli w pomieszczeniach narażonych na wilgoć, np. podziemnych komór kablowych lub przełączalni, stosuje się głowice hermetyczne umieszczone w szczelnym pudle żeliwnym.
Istnieją głowice kablowe o różnej liczbie par zacisków: 10, 20, 30, 40, 50, 80 i 100. W szafkach kablowych stosuje się najczęściej głowice 100-parowe.